# La porte s'ouvre
Pour les articles homonymes, voir No Way Out.
Pour plus de détails, voir Fiche technique et Distribution.
La porte s'ouvre (titre original : No Way Out) est un film américain réalisé par Joseph L. Mankiewicz, sorti en 1950. Il se présente comme un conte violent contre la haine raciale. Face à Richard Widmark joue Sidney Poitier dans son premier rôle au cinéma.

## Synopsis
Dans une ville américaine non identifiée, Luther Brooks, qui vient de décrocher son diplôme de docteur, tente de soigner deux frères malfrats dans l'hôpital de la prison du comté. Brooks est le premier médecin afro-américain à être nommé dans cet établissement. L'un des deux frères meurt ; l'autre accuse immédiatement Brooks de l'avoir tué, l'injuriant à coup de propos racistes.

## Fiche technique
- Titre : La porte s'ouvre
- Titre original : No Way Out
- Réalisation : Joseph L. Mankiewicz
- Scénario : Joseph L. Mankiewicz et Lesser Samuels
- Production : Darryl F. Zanuck
- Société de production : Twentieth Century Fox
- Musique : Alfred Newman
- Photographie : Milton R. Krasner
- Montage : Barbara McLean
- Direction artistique : George W. Davis et Lyle R. Wheeler
- Décors : Thomas Little et Stuart Reiss
- Costumes : Charles LeMaire et Travilla
- Pays de production : États-Unis
- Langue : anglais
- Tournage : du 28 octobre au 20 décembre 1949
- Coût de production : 1 290 000 dollars
- Recettes US : 1 300 000 dollars
- Format : Noir et blanc - Son : Mono (Western Electric Recording)
- Genre : Drame social
- Durée : 106 minutes
- Dates de sortie :
  - États-Unis 16 août 1950
  - États-Unis 22 août 1951

## Distribution
- Richard Widmark : Ray Biddle
- Linda Darnell : Edie Johnson
- Sidney Poitier : le docteur Luther Brooks
- Stephen McNally : le docteur Daniel Wharton
- Mildred Joanne Smith : Cora Brooks
- Harry Bellaver : George Biddle (sourd-muet)
- Stanley Ridges : le docteur Sam Moreland
- Dots Johnson : Lefty Jones

Et, parmi les acteurs non crédités :
- Robert Adler : Louie, l'adjoint du directeur de la prison
- Ernest Anderson : Le professeur d'école
- Jessie Arnold : Une femme
- Eleanor Audley : L'épouse
- Polly Bailey : Une patiente
- Betsy Blair : L'opératrice téléphone
- Eileen Boyer : La seconde opératrice téléphone
- Harry Carter : L'assistant
- Ken Christy : Officier Ed Kowlaski
- Charles J. Conrad : Docteur
- Jack Daley : L'homme
- Amanda Randolph : Gladys
- Will Wright : Dr Cheney
- Victor Kilian : le père
- Frank Overton : un interne
- Ossie Davis : John Brooks
- Ruby Dee : Connie Brooks
- Wade Dumas : Jonah
- Ralph Dunn : Sam
- Elzie Emanuel : Un étudiant
- Francine Everett : Une femme
- Charles Ferguson : L'homme qui quitte l'hôpital
- Charles Flynn : Adjoint
- Bert Freed : Rocky Miller
- Alyce Goering : Femme
- Fred Graham : Wilson
- Joe Hartman : Docteur
- Gil Herman : Docteur
- Don Hicks : Docteur
- Ralph Hodges : Terry
- Ray Hyke : Le brancardier
- Thomas Ingersoll : Le prêtre
- Johnnie Jallings : Opératrice téléphone
- Frank Jaquet : Monsieur Reilly
- J. Louis Johnson : L'infirmier noir
- Stan Johnson : Interne
- Doris Kemper : Epouse
- Victor Kilian : Père
- Don Kohler : Un brancardier
- Jack Kruschen : un ami de Miller
- Marie Lampe : Opératrice téléphone
- Harry Lauter : Brancardier
- Herbert Lyton : Docteur
- Kathy Marlowe : Femme
- Charles McAvoy : Riley
- Eda Reiss Merin : Infirmière
- Daniel Meyers : Homme
- Howard M. Mitchell : Bailiff
- Ann Morisson : Infirmière
- Al Murphy : Conducteur de taxi
- Frederick O'Neal : Homme
- Dick Paxton : Johnny Biddle
- Barbara Pepper : Une femme
- Maudie Prickett : Une femme
- William Pullen : Docteur d'ambulance
- Frank Richards : Mac
- Davis Roberts : Le perturbateur à la réunion
- Jerry Sheldon : Docteur
- Kathryn Sheldon : Mère
- Maude Simmons : Mère de Luther
- Emmett Smith : Joe
- Ray Teal : Adjoint à la prison
- Art Thompson : Docteur
- Gertrude Tighe : Opératrice téléphone
- Jim Toney : Shériff
- Phil Tully : Sergent
- George Tyne : Whitey
- Ann Tyrrell : Infirmière
- Ruth Warren : La femme de Sam
- William Washington : Un étudiant
- Duke Watson : L'employé de la station d'essence
- Jasper Weldon : Henry
- Ruben Wendorf : Mari polonais
- Leola Wendorf : Epouse polonaise
- John Whitney : Assistant
- Mack Williams : Mari
- Ian Wolfe : Watkins
- Will Wright : Docteur Cheney

## Récompenses et distinctions
- Ce film fut nommé pour l'Oscar du meilleur scénario original en 1951.

## Autour du film
- Il s'agit du premier film hollywoodien mettant en scène un acteur noir dans un rôle de docteur. Le premier docteur noir américain fut David Peck (1847).
- En 1951, On murmure dans la ville du même J. L. Mankiewicz met aussi en scène un docteur : Pretorius, joué par Cary Grant.
- Pour des raisons contractuelles, l'affiche officielle du film ne porte pas le nom de Sidney Poitier mais ce dernier apparaît bien au générique (en 4e position) et sa photo figure sur l'affiche.
- Pour voir ce film, les parents de Sidney Poitier sont allés pour la première fois de leur vie au cinéma. Sa mère s'adressa même au personnage incarné à l'écran par Sidney, tant elle était captivée par l'action[1].
- Richard Widmark et Sidney Poitier devinrent amis au cours du tournage. Widmark s'excusait même à la fin de chaque prise auprès de Poitier tant les dialogues étaient violents.[réf. nécessaire]
- Selon le ou les rédacteurs de la jaquette du DVD, « ce film fut interdit pendant longtemps dans les États du Sud, et mit plusieurs décennies à être programmé par la télévision américaine ».
- Remarque: Aberration des distributeurs du film en France, le titre français La porte s'ouvre a un sens contraire à celui du titre original américain No Way Out qui signifie « Sans issue ». En 1987, les distributeurs français commettront la même bévue avec le film No Way Out, réalisé par Roger Donaldson, qui n'est pas un remake du film de 1950, en le traduisant cette fois-ci Sens unique.